# Погудо, Елизавета Владимировна
Елизавета Владимировна Погудо (род. 6 декабря 1996, Калининград) — российская легкоатлетка, бегунья, специализирующаяся в полумарафоне и кроссе.

## Карьера
Получила образование в Балтийском федеральном университете имени И. Канта по специальности «Математическое обеспечение и администрирование информационных систем», программистка. Являясь студенткой университета, 16 октября 2018 года установила областной рекорд в забеге на 10 километров, показав время (35:06:01).
28 августа 2022 года стала на чемпионате России по полумарафону, который проходил в Ярославле, выиграла забег, установив личный рекорд, показав время (1:11:35). В октябре 2022 года на чемпионате России по кроссу на дистанции 6 километров, завоевала серебряную медаль.
5 апреля 2023 года указом министра спорта России Олега Матыцина ей было присвоено звание Мастер спорта России.

## Съемка в рекламе
- Demix (спортивная одежда)